# Unión Deportiva Guadalajara Fútbol Sala
Unión Deportiva Guadalajara Fútbol Sala fue un equipo español de fútbol sala de Guadalajara (Castilla-La Mancha).
El club fue fundado en el año 2000 a raíz de la fusión de cuatro entidades de la provincia de Guadalajara, y jugó en División de Honor durante seis temporadas. En 2011 anunció que renunciaba a la categoría profesional por razones económicas.

## Historia
Durante años, los distintos equipos de fútbol sala de Guadalajara negociaron para unir fuerzas y presentar un club representativo de su provincia. Finalmente, acordaron su fusión cuatro clubes de categoría nacional: CD Venus, CD Centenera, CDFS Alamín y AD Deportes Olimpiada. Las formaciones firmaron un convenio de colaboración, y dejaron sus plazas para apoyar al nuevo club.
El nuevo club se constituyó oficialmente el 15 de mayo de 2000, como Unión Deportiva Guadalajara Fútbol Sala, y debutó en División de Plata a partir de la temporada 2000/01, ocupando la plaza del CD Venus. Al poco tiempo de su formación, el club logró el patrocinio del grupo inmobiliario local Gestesa, que dio su nombre al club. En los siguientes años, el CDFS Alamín se desligó de la UD Guadalajara y volvió a funcionar de forma independiente.
En sus primeras temporadas, la UD Guadalajara finaliza en las primeras posiciones de Plata, pero no logró subir a la máxima categoría hasta el año 2002/03, cuando finalizó primero y venció en la fase de ascenso al Futsal Cartagena. Su debut en División de Honor fue en la campaña 2003/04, aunque solo permaneció un año al acabar en decimocuarto puesto.
Guadalajara retornó a la máxima categoría en el año 2005/06, con un nuevo campeonato de Plata. Desde entonces, el club alcarreño ha permanecido de forma continuada en División de Honor. En la temporada 2010/11, el club sufrió la crisis económica y varios problemas de gestión, por los que su plantilla estuvo varios meses sin cobrar. Ese año, Guadalajara terminó colista, y bajó a División de Plata. Con una deuda de 200.000 euros en tres temporadas, el club renunció a la Liga Nacional de Fútbol Sala y se inscribió en Primera Nacional "A", la tercera categoría de este deporte en España.